# Pro Plus
PRO PLUS, d.o.o – słoweńskie przedsiębiorstwo działające w branży mediowej. Stanowi część Central Media Enterprises. 
Zostało założone w 1995 roku, a jego siedziba mieści się w stolicy kraju – Lublanie. 
Jest operatorem serwisu informacyjnego 24ur.com, znajdującego się wśród najczęściej odwiedzanych witryn internetowych w kraju, oraz właścicielem kanałów telewizyjnych Pop TV i Kanal A.